# Šempeter pri Gorici
Šempeter pri Gorici (talijanski: San Pietro) je grad u općini Šempeter - Vrtojba u zapadnoj Sloveniji, južno od Nove Gorice na granici s Italijom. Grad pripada pokrajini Primorskoj i statističkoj regiji Goriškoj.

## Stanovištvo
Prema popisu stanovništva iz 2002. godine Šempeter pri Gorici je imao 3.865 stanovnika.

## Vanjske poveznice
- Službena stranica općine
- Satelitska snimka grada  Arhivirana inačica izvorne stranice od 29. srpnja 2017. (Wayback Machine)